# Linda Darnell

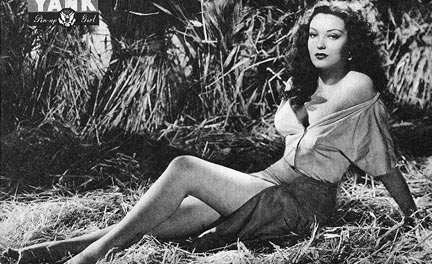
Linda Darnell, 1944

Linda Darnell (* 16. Oktober 1923 in Dallas, Texas; † 10. April 1965 in Glenview, Illinois; eigentlich Monetta Eloyse Darnell) war eine US-amerikanische Schauspielerin.

## Leben
Linda Darnell wurde 1923 in Dallas, Texas, als Tochter eines Postbeamten geboren und bereits früh von ihrer ambitionierten Mutter auf einer Reihe von Schönheitswettbewerben und Tanzturnieren angemeldet. Mit 14 gewann sie einen lokalen Wettbewerb unter dem Motto Gateway to Hollywood und einen Leinwandtest bei RKO. Zwei Jahre später erhielt sie einen Vertrag bei 20th Century Fox, wo sie schon kurz darauf an der Seite von Tyrone Power die Ehefrau in Daytime Wife spielte. Mit Power stand sie auch in den Filmen Treck nach Utah, Im Zeichen des Zorro und König der Toreros gemeinsam vor der Kamera.
Als exotische Schönheit entwickelte sich Darnell rasch zu einem der beliebtesten weiblichen Stars des Studios. Meist wurde sie in eher dekorativen Parts eingesetzt, doch spätestens 1944 zeigte sie unter der Regie von  Douglas Sirk in Sommerstürme, der Verfilmung von Anton Pawlowitsch Tschechows gleichnamiger Erzählung, ihr schauspielerisches Talent. Nachdem sie die Hauptrollen in Das Lied der Bernadette an Jennifer Jones und Laura an Gene Tierney verloren hatte, bekam sie 1947 ihre Chance in Amber, die große Kurtisane, nachdem Lana Turner die Rolle abgelehnt hatte. Die Verfilmung eines für die damaligen Verhältnisse pikanten Romans übernahm Otto Preminger, der Darnell zwang, sich für die Rolle die Haare blond zu färben und sie auch ansonsten massiv psychisch und physisch unter Druck setzte. Der Film floppte, und Darnell sollte aus ihrem Vertrag entlassen werden. Da gab ihr Joseph L. Mankiewicz eine der Hauptrollen in Ein Brief an drei Frauen, und Darnell bot eine ihrer besten Darstellungen. Doch durch den neuen Fox-Star Jeanne Crain verlor Darnell weitere gute Rollen. Ab Mitte der 1950er-Jahre war ihre Karriere mehr oder weniger vorbei und sie war bis 1965 lediglich in Fernsehproduktionen und nur noch selten in Kinofilmen zu sehen.
Darnell war dreimal verheiratet. 1942 gab sie dem 23 Jahre älteren Kameramann J. Peverell Marley in Las Vegas das Jawort. Da das Paar keine gemeinsamen Kinder bekommen konnte, adoptierten sie 1948 eine Tochter (Charlotte Mildred Marley). Die Ehe wurde 1951 geschieden, wobei Darnell das alleinige Sorgerecht zugesprochen wurde. 1954 heiratete sie den Brauerei-Erben Philip Liebmann, ließ sich aber bereits ein Jahr später wieder von ihm scheiden. 1957 heiratete sie den Piloten Merle Roy Robertson, von dem sie 1963 wieder geschieden wurde. Darnell starb 1965 an schweren Verbrennungen, die sie sich bei einem Brand im Haus einer Freundin zuzog. Seit 1960 erinnert ein Stern auf dem Hollywood Walk of Fame in Höhe 1631 Vine Street an Darnell.

## Filmografie
- 1939: Hotel for Women
- 1939: Day-Time Wife
- 1940: Star Dust
- 1940: Treck nach Utah (Brigham Young)
- 1940: Im Zeichen des Zorro (The Mark of Zorro)
- 1940: Der Tod des alten Zirkuslöwen (Chad Hanna)
- 1941: König der Toreros (Blood and Sand)
- 1941: Rise and Shine
- 1942: The Loves of Edgar Allan Poe
- 1943: City Without Men
- 1943: Das Lied von Bernadette (The Song of Bernadette)
- 1944: Es geschah morgen (It Happened Tomorrow)
- 1944: Buffalo Bill, der weiße Indianer (Buffalo Bill)
- 1944: Sommerstürme (Summer Storm)
- 1944: Sweet and Low-Down
- 1945: Hangover Square
- 1945: The Great John L.
- 1945: Mord in der Hochzeitsnacht (Fallen Angel)
- 1946: Anna und der König von Siam (Anna and the King of Siam)
- 1946: Centennial Summer
- 1946: Faustrecht der Prärie (My Darling Clementine)
- 1947: Amber, die große Kurtisane (Forever Amber)
- 1948: The Walls of Jericho
- 1948: Die Ungetreue (Unfaithfully Yours)
- 1949: Ein Brief an drei Frauen (A Letter to Three Wives)
- 1949: Sturmflug (Slattery’s Hurricane)
- 1949: Wenn meine Frau das wüßte (Everybody Does It)
- 1950: Der Haß ist blind (No Way Out)
- 1950: Vorposten in Wildwest (Two Flags West)
- 1951: The 13th Letter
- 1951: The Guy Who Came Back
- 1951: Spielschulden (The Lady Pays Off)
- 1952: Insel der Verheißung (Saturday Island)
- 1952: Night Without Sleep
- 1952: Kampf um den Piratenschatz (Blackbeard the Pirate)
- 1953: Mörder ohne Maske (Second Chance)
- 1954: Die Verrufenen (Donne proibite)
- 1954: This Is My Love
- 1955: Wohnung mit allem Komfort (Gli ultimi cinque minuti)
- 1956: Celebrity Playhouse (Fernsehserie, Folge 1x15)
- 1956: The 20th Century-Fox Hour (Fernsehserie, Folge 1x12)
- 1956: Screen Directors Playhouse (Fernsehserie, Folge 1x30)
- 1956: Die Todesschlucht von Laramie (Dakota Incident)
- 1956/1957: The Ford Television Theatre (Fernsehserie, 2 Folgen)
- 1957: Schlitz Playhouse of Stars (Fernsehserie, Folge 6x17)
- 1957: Playhouse 90 (Fernsehserie, Folge 1x32)
- 1957: Climax! (Fernsehserie, Folge 3x43)
- 1957: 714 antwortet nicht (Zero Hour!)
- 1958: Jane Wyman Show (Fernsehserie, Folge 3x12)
- 1958: Studio 57 (Fernsehserie, Folge 4x14)
- 1958: Wagon Train (Fernsehserie, 2 Folgen)
- 1958: Pursuit (Fernsehserie, Folge 1x02)
- 1958: Cimarron City (Fernsehserie, Folge 1x07)
- 1959: 77 Sunset Strip (Fernsehserie, Folge 2x06)
- 1964: Amos Burke (Burke’s Law, Fernsehserie, Folge 1x21)
- 1965: Schwarze Sporen (Black Spurs)